# Đảo Lord Howe
Đảo Lord Howe (/haʊ/; tên cũ Đảo của Lord Howe) là tàn dư của ngọn núi lửa hình lưỡi liềm tại biển Tasman, giữa Úc và New Zealand. Hòn đảo nằm cách 600 km (320 nmi) về phía đông của thị trấn ven biển Port Macquarie, 780 km (420 nmi) về phía đông bắc Sydney và khoảng 900 km (490 nmi) về phía tây nam của Đảo Norfolk. Nó có chiều dài 10 km (6,2 mi) và rộng từ 0,3 và 2,0 km (0,19 và 1,24 mi), với tổng diện tích 14,55 km2 (3.600 mẫu Anh), bao gồm cả 3,98 km2 (980 mẫu Anh) vùng trũng là một phần của đảo.
Dọc theo bờ biển phía tây là dải cát nửa kín với đầm phá rạn san hô. Hầu hết dân số sống tại phía bắc của đảo, trong khi phía nam bị chi phối bởi những ngọn đồi rừng với điểm cao nhất trên đảo, núi Gower cao 875 m, 2.871 ft. Nhóm đảo Lord Howe bao gồm 28 đảo, đảo nhỏ và đảo đá. Ngoài đảo Lord Howe, thì đáng chú ý nhất trong số các đảo này là đảo đá Ball's Pyramid và một núi lửa không có người ở khoảng 23 km (14 mi; 12 nmi) về phía đông nam của Lord Howe. Về phía bắc là một cụm gồm 7 đảo nhỏ được gọi là Nhóm đảo Admiralty.
Báo cáo đầu tiên về đảo Lord Howe vào ngày 17 tháng 2 năm 1788, khi trung úy Henry Lidgbird Ball lúc đó là chỉ huy của tàu hải quân HMS Supply đang trên đường từ Vịnh Botany đến khu vực thi hành án trên đảo Norfolk. Trên hành trình trở về, Ball đã gửi một nhóm lên bờ trên đảo Lord Howe để tuyên bố đó là sở hữu của nước Anh. Sau đó, nó đã trở thành một cảng trú ẩn cho những tàu đánh bắt cá voi. và trở thành khu định cư vĩnh viễn vào tháng 6 năm 1834. Khi việc săn bắt cá voi giảm, những năm 1880 đã chứng kiến việc bắt đầu xuất khẩu loài Cọ Kentia đặc hữu trên đảo, vốn vẫn là một thành phần chính trong nền kinh tế. Ngành công nghiệp du lịch bắt đầu sau khi kết thúc Chiến tranh thế giới thứ hai vào năm 1945.
Nhóm đảo Lord Howe là một phần của bang New South Wales và được coi là khu chưa hợp nhất do Hội đồng Đảo Lord Howe quản lý, báo cáo với Bộ trưởng Môi trường và Di sản bang New South Wales.
UNESCO đã công nhận nhóm đảo này là Di sản thế giới như là địa điểm mang giá trị tự nhiên toàn cầu. Hầu hết hòn đảo là khu rừng gần như hoang sơ, với nhiều loài động thực vật không tìm thấy ở nơi nào khác trên thế giới. Các đặc điểm tự nhiên khác bao gồm sự đa dạng cảnh quan với lớp phủ và đá bazan đảo đại dương, rạn san hô chắn cực nam của thế giới, cùng sự phong phú của các loài chim biển và di sản văn hóa lịch sử. Một đạo luật năm 1981 đã thành lập Công viên bảo tồn vĩnh viễn (chiếm khoảng 70% diện tích đảo). Hòn đảo đã được thêm vào Danh sách Di sản Quốc gia Úc vào ngày 21 tháng 5 năm 2007 và Sổ bộ Địa danh New South Wales vào ngày 2 tháng 4 năm 1999. Vùng biển xung quanh là một khu vực được bảo vệ được chỉ định là Công viên biển Đảo Lord Howe.